# 公共关系经理
公共关系经理是一個公司、协会、非政府組織、政府當中負責對外溝通的人，他們相較於只负责与媒体的沟通的发言人來說任務更多。
公共关系经理的工作涉及以下領域：
- 媒体关系（英语：Media relations）
- 内部通讯（英语：Internal communications）
- 行銷企劃
- 公共事务（代表公司游说議會）
- 销售沟通
- 投资者关系（英语：Investor relations）

任务涉及：
- 溝通管理
- 品牌传播
- 内部咨询和培训
- 企業社會責任

## 例子
與公共关系经理類似的職務有：
- 白宫通讯主任（英语：White House Communications Director）
- 唐宁街通讯总监